# Luiz Thunderbird
Luiz "Thunderbird" Fernando Duarte (São Paulo, 8 de abril de 1961), também conhecido como Thunder, é um músico, apresentador e ex-VJ da MTV Brasil. Atua também como radialista, podcaster, youtuber e DJ.
Desde 1986, é integrante da banda Devotos de Nossa Senhora Aparecida. Ele também integra mais oito bandas: Aerosol, Tarântulas e Tarantinos, Pork-a-Light, Flaming Birds, Los Beatles Forevis, Fuck Berry and the Followers, Sub Versões e Oldsmobile Special Edition. 
Seu apelido veio após a criação da banda Devotos de Nossa Senhora Aparecida, em que achava o nome FThunderbird, do automóvel Ford Thunderbird, "bacana".
Apesar de suas passagens por outras emissoras, ficou marcado por seu trabalho na MTV Brasil. Tinha um notório bordão: "se é que você me entende", reproduzido até mesmo por um personagem da TV Colosso inspirado em Thunder: o "Thunderdog", homenagem de Luiz Ferré, diretor do programa.
Com apoio dos jornalistas Mauro Beting e Leandro Iamin, escreveu sua autobiografia, "Contos de Thunder", lançada em 2019.

## Biografia
Luiz Fernando Duarte nasceu no bairro Cambuci, centro de São Paulo. Logo após, se mudou para São Bernardo do Campo. É neto do militante anarquista Hélio Negro, um dos fundadores do Partido Comunista do Brasil.
Entrou na Faculdade Metodista de Odontologia aos 17 anos, em 1979. Se formou aos 21 anos e trabalhou na área até 1987.
Em 1985, formou a banda Aerosow que durou apenas 6 meses. No mesmo ano formou os Neocínicos. Na sexta-feira Santa de 1986 formou os Devotos de Nossa Senhora Aparecida.
De 1987 a 1990 trabalhou como redator publicitário, nas agências Afinal Propaganda e JDP Publicidade.

### Carreira televisiva
Thunderbird estreou na televisão na MTV Brasil em 1990, na estreia da emissora, apresentando o programa Lado B. Também apresentou os programas Rockblocks, Top 10 EUA, Ponto Zero e 121 Minutos. Em 1992, estreou o programa CEP MTV, que fez grande sucesso na programação.  
Em 1993, estreou na TV Globo o programa infantil TV Colosso, que apresentou o personagem "Thunderdog", uma homenagem do diretor Luiz Ferré ao VJ.  
Em 1994, Thunderbird se transferiu para a Rede Globo, onde apresentou o Hollywood Rock, o Carnaval da Globo 94, um quadro no Fantástico e o programa musical TV Zona, que ficou no ar entre julho e agosto daquele ano, com somente sete episódios. Permaneceu na Globo até 1995.  
Em 1996, ele retorna a MTV para apresentar o Contos de Thunder, programa que era exibido aos sábados em que Thunderbird comentava sobre filmes da produtora trash Troma Films. O programa teve 10 episódios. Foi no mesmo ano que Thunderbird fez reportagens no jornal Notícias Populares, sob a tutela do jornalista Fernando Costa Neto.  
Em 1997, ele assinou contrato com a Rede Manchete para apresentar o Perdidos na Tarde. O programa foi ao ar até 1998. Dirigido por Homero Salles, o Perdidos na Tarde se dizia um programa para a família brasileira, uma revista popular de variedades.
No final de 1999, Thunderbird voltou para a MTV para apresentar o programa Tempo MTV, que comemorava os 10 anos da emissora. Apresentou também o programa VJ Por 1 Dia.  
Em 2001, substituiu Marcos Mion no programa Supernova, ao lado da VJ Didi Wagner.
Em 2003, apresentou o programa Dance O Clipe.  
A partir de 2004, Thunderbird se transferiu para o departamento de Marketing da MTV e trabalhou em programas off air.  

Em junho de 2011, Thunderbird retorna à MTV para comandar o Programa do VMB, que relembrou os momentos mais marcantes da premiação.
| “ | Estou feliz com a minha volta, especialmente porque a MTV retomou a musica como prato principal. | ” |

Logo após, ele estreou a série de episódios do MTV Clássica, programa que contou a história de quatro movimentos musicais importantes. Além disso, apresentou no verão de 2012 da emissora, dentro da faixa Shuffle MTV, o Quiosque do Thunder, em que entrevistava, na praia, músicos como Marcelo Jeneci, Karol Conká, Leoni, Gaby Amarantos, entre outros. Em abril do mesmo ano, começou a apresentar o Provão MTV, ao lado de Daniela Cicarelli. A partir de 2011, Thunderbird participou do programa Furo MTV até 2013. 
Em setembro de 2013, ele participou do último programa ao vivo da MTV Brasil denominado Saideira com duração de seis horas que comemorou o fim da emissora na TV aberta no país.
Após sua saída da MTV, ele foi um dos cotados a integrar o time de apresentadores da TV Cultura, algo que foi confirmado em novembro de 2013 como apresentador do programa MythBusters, encerrado no mesmo ano.

### Carreira no rádio
Em 2002, Thunderbird apresentou o programa de rádio Tapa Na Orelha, ao lado de Alan Terpins. O programa era gravado no estúdio A Voz Do Brasil. A partir de 2003, Alan Terpins deu lugar a Joana Ceccato, que era a voz da MTV em todas as promos da emissora. O programa era transmitido pelas rádios 96FM de Santos e Clip FM de Indaiatuba até 2008.

### Carreira na Internet
Em 2008, ele lançou o Thunderview, um programa na internet de entrevistas que foi ao ar até 2011, quando retornou para a MTV.
De fevereiro de 2014 a março de 2020, apresentou o podcast Thunder Radio Show na Central 3. A partir de fevereiro de 2021, passa a apresentar o podcast Thunderamas, junto com os integrantes da banda Autoramas.
Desde 2017, comanda o canal Music Thunder Vision no YouTube, onde aborda música de todas as formas possíveis.
Em fevereiro de 2023, passa a apresentar o Podcast do Thunder.

### Carreira musical
Sua primeira banda criada foi a Cannabis Sativa, na década de 80 que servia para juntar os colegas para fumar maconha. A segunda banda, foi Aerosow que durou poucos meses. Na sequência, fundou os Neocínicos.
Devotos de Nossa Senhora Aparecida, foi formada em 1986 por Thunderbird ao lado de George Germano, Danny Hotten e Roberto Diez. Depois de várias formações a banda gravou o álbum de estreia, Devotos um Quem? foi lançado pela Radical Records, em 1993.
Anos mais tarde, em 2002, o segundo álbum foi lançado, Rock'n'Roll. O terceiro álbum de estúdio, Osciloscópio, foi lançado em 2013 e contém participação na produção de Xico Sá e André Abujamra, e contém referências do rockabilly e blues elétrico, voltando ao rock clássico.
Em 2006, cria a Los Beatles Forévis, para tocar o repertório dos Beatles.
Entre 2008 e 2010, foi baixista da banda do cantor Júpiter Maçã. Em entrevista, Thunderbird disse: "O Júpiter é um super amigo! É muito agradável tocar com ele".
Em 2010, Thunderbird fundou a banda Tarântulas & Tarantinos ao lado de Felipe Maia (bateria) e Felipe Pagani (guitarra). O projeto apresenta versões de trilhas de filmes do diretor de cinema norte-americano Quentin Tarantino. Pagani, residente em Londres, foi substituído por Guilherme Held. Em 2016, a banda lançou seus primeiros trabalhos autorais. A banda prepara seu disco de estreia.
Em 2016, os Devotos de Nossa Senhora Aparecida lançou o disco comemorativo de 30 anos da banda Audio Generator.
Em 2020, grava seu primeiro disco solo, Pequena Minoria de Vândalos.

### Dependência química
Na sua biografia, Thunder relata seus problemas com as drogas. Ele diz que foi João Gordo (Ratos de Porão), quem recomendou que ele diminuísse o consumo de cocaína. Nasi, vocalista do Ira! e parceiro no abuso de substâncias, o convenceu a se internar na clínica onde tratou o vício, em 1997.
Também deixa de fumar, mas volta em 2009. Conseguiu se livrar do vício começando a praticar esportes, como corrida e ciclismo. Já correu na maratona de Nova York e na meia maratona de São Paulo.

## Trabalhos

### Televisão
- Top 20 EUA (1990)
- Yo! (1992)
- 121 Minutos (1992)
- Rock Blocks (1993, 2013)
- Ponto Zero (1990)
- Lado B (1990)
- TVZona (1994)
- Thunderview
- CEP MTV (1992)
- Contos de Thunder (1996)
- Perdidos na Tarde (1997)
- Tempo MTV (2000)
- VJ por um Dia (2000)
- Caça VJ (2002)
- Programa do VMB (2011)
- MTV Clássica (2012)
- Shuffle MTV (2012)
- Provão MTV (2012)
- Furo MTV (2013)
- MythBusters (2013)